# Tony Allen
Anthony "Tony" Allen (Chicago, 11 de janeiro de 1982) é um jogador norte-americano de basquete profissional que atualmente joga pelo Chicago Bulls, disputando a National Basketball Association (NBA).
Foi seis vezes membro de uma das três melhores equipas defensivas anuais da NBA, incluindo três na melhor equipa do ano. Ganhou o título da NBA em 2008, com os Boston Celtics.

## Carreira
Tony Allen foi um dos jogadores que esteve na conquista do título da NBA de 2008 jogando pelo Boston Celtics.